# Mamy Ranaivoniarivo
Mamy Solofoniaina Ranaivoniarivo est un vice-amiral malgache né à Ambalavao le 6 décembre 1950.
Il fut le directeur du cabinet militaire du président de la République de Madagascar Marc Ravalomanana avant d’être nommé ministre de la défense nationale le 9 février 2009 après la démission de Cécile Manorohanta. Il démissionne sous menace d’armes le 10 mars 2009 pour revenir au gouvernement deux jours plus tard ; gouvernement dissout le 17 mars 2009 après le coup d’État effectué par Andry Rajoelina appuyé par des mutins du CAPSAT.